# Embalse de Iznájar
Die etwa 400 m hoch gelegene Iznájar-Talsperre (spanisch Embalse de Iznájar, Iznájar-Stausee) ist mit ihren ca. 32 km Länge und mehr als 100 km Uferlänge der größte Stausee am Río Genil und gleichzeitig der größte Stausee Andalusiens. Er liegt in den südspanischen Provinzen Granada, Málaga und Córdoba im Zentrum  der Autonomen Region Andalusien.

## Konstruktion
Das Absperrbauwerk ist ein ca. 101 m hoher, 407 m langer und an der Sohle ca. 105 m dicker Steinschüttdamm; beim Bau wurden ca. 1,4 Millionen Kubikmeter Beton verbraucht. Der Stausee hat ein Maximalvolumen von knapp 1 Milliarde Kubikmeter Wasser und bedeckt bei maximaler Füllung eine Fläche von 25,22 km²; oft ist der Stausee allerdings nur zu einem Drittel gefüllt.

## Nutzung
Der Stausee dient der Wasserversorgung, der Stromerzeugung und dem Freizeitvergnügen.

## Sonstiges
Im Jahr 2015 wurde das Centro de Interpretación del Embalse de Iznájar eröffnet, welches die Besucher der Talsperre mit zahlreichen Informationen versorgt.